# Pharisiens

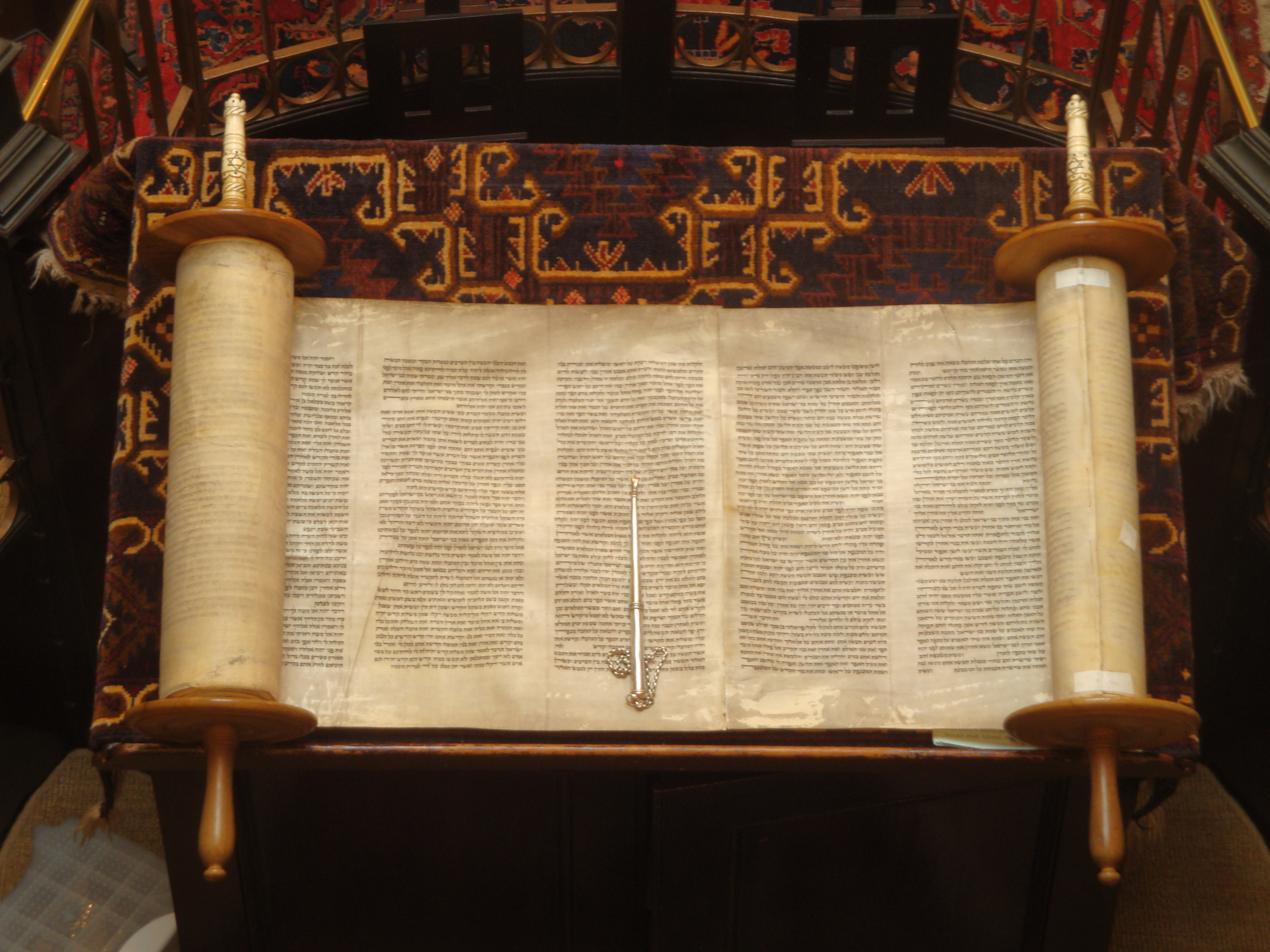
Sefer Torah.

Les pharisiens constituent un groupe religieux et politique de Juifs fervents apparu pendant la même période que les Sadducéens et les Esséniens en Judée lors de la période hasmonéenne vers le milieu du IIe siècle av. J.-C., en réponse à l'hellénisation voulue par les autorités d'alors. Initiateur de la Torah orale et préfigurant le rabbinisme, ce courant s'inscrit dans le judaïsme du Second Temple, dont il influence l'évolution. S'étant éteint vers la fin du Ier siècle, il nous est connu au travers de différentes sources dont les études renouvelées depuis la fin du XXe siècle ont souligné la difficulté d'en cerner la complexité. Leur courant est appelé « pharisaïsme » ou « pharisianisme ».

## Étymologie
Le terme français « pharisien » est l'adaptation de Phariseus ou Fairiseu emprunté au latin chrétien du Nouveau Testament « Pharisaeus », qui est lui-même la translittération du grec φαρισαῖος / pharisaîos. La plus ancienne attestation du terme remonte à la seconde moitié du Ier siècle, vers 56-58. Elle figure dans l'Épître aux Philippiens, où Paul de Tarse se présente comme un « pharisien quant à la Loi ». L'origine du mot demeure obscure et a donné lieu à de nombreuses interprétations.
La forme grecque « pharisaioi » provient de l'intensif de la racine verbale פָּרַשׁ, prš, qui signifie à l'origine « séparer » et « expliquer », les deux acceptions n'étant pas exclusives même si la notion de séparation est essentielle. Si la forme grecque provient plutôt de la forme araméenne pěrîšayyā′, c'est la forme hébraïque פְּרוּשִׁים, pěrûšîm — parfois pěrûšîn — qui est utilisée par la littérature rabbinique pour désigner les pharisiens bien que cet usage soit débattu : si les pěrûšîm semblent bien parfois désigner les pharisaioi de Josèphe ou des textes néotestamentaires, il est cependant difficile de déterminer si et quand il faut traduire perûšîm par « pharisiens » car il peut également signifier les « hérétiques » ou encore les « séparés » voire « séparatistes », se référant alors à des Juifs sectaires s'étant coupés du courant majoritaire du judaïsme par l'excès de leur piété et de leur ascétisme.
Dans le Talmud, les descendants rabbiniques des pharisiens — s'il s'agit bien d'eux — n'utilisent pas l'appellation de Flavius Josèphe et se désignent comme les « sages d'Israël » ou encore des 'haverîm, « compagnons » ou « associés », bien que là encore, l'assimilation des 'haverîm aux pharisiens soit contestée.
En tout état de cause, et au vu de l'incertitude qui persiste sur les explications étymologiques, il semble préférable de ne pas se baser sur celles-ci pour fonder une compréhension historique du mouvement.

## Les sources

### Historiographie
L'étude du mouvement pharisien a longtemps été l'apanage d'approches confessionnelles biaisées soit, du côté judaïque, apologétiques, soit, du côté chrétien, polémiques, sans que soient prises en compte des données chronologiques, avant que des travaux ne s'y intéressent depuis les années 1970 sous un angle plus scientifique. Depuis l'application stricte de critères d'historicité aux sources et l'attitude plus sceptique des exégètes à leur égard, les informations considérées comme fiables sur le mouvement pharisien se sont fortement réduites ; ainsi ces progrès exégétiques ont rendu les contours du mouvement plus flous et moins certains. Il convient désormais d'examiner séparément chacune de ces sources en tenant compte de l'époque et du contexte singulier de leur rédaction.
Les points de convergence entre des sources aussi variées et aux intérêts divergents constituent un argument favorable au moins à l'établissement de l'historicité du pharisianisme dont il faut admettre que nous connaissons en définitive peu de choses, pour un groupe aussi nodal dans les tentatives de reconstitution du judaïsme de la période du Second Temple.
Il existe trois sources principales concernant le mouvement pharisien ; chacune pose des problèmes. Chronologiquement, il s'agit des écrits néotestamentaires des premiers croyants en Jésus de Nazareth, rédigés en grec dans les années 50 à 100 de notre ère, des œuvres de l'historiographe juif Flavius Josèphe, écrites en grec à la fin du premier siècle et qui constituent la source principale, ainsi que de la littérature rabbinique, plus particulièrement de la Mishna et de la Tosefta, datées des années 200 à 220. Plus récemment, une partie significative de la recherche contemporaine a rangé certains manuscrits de la mer Morte au nombre des sources, où est mentionné un groupe dénommé « chercheurs d'allègement » ou « de choses flatteuses » qui serait à identifier aux pharisiens.

#### Flavius Josèphe

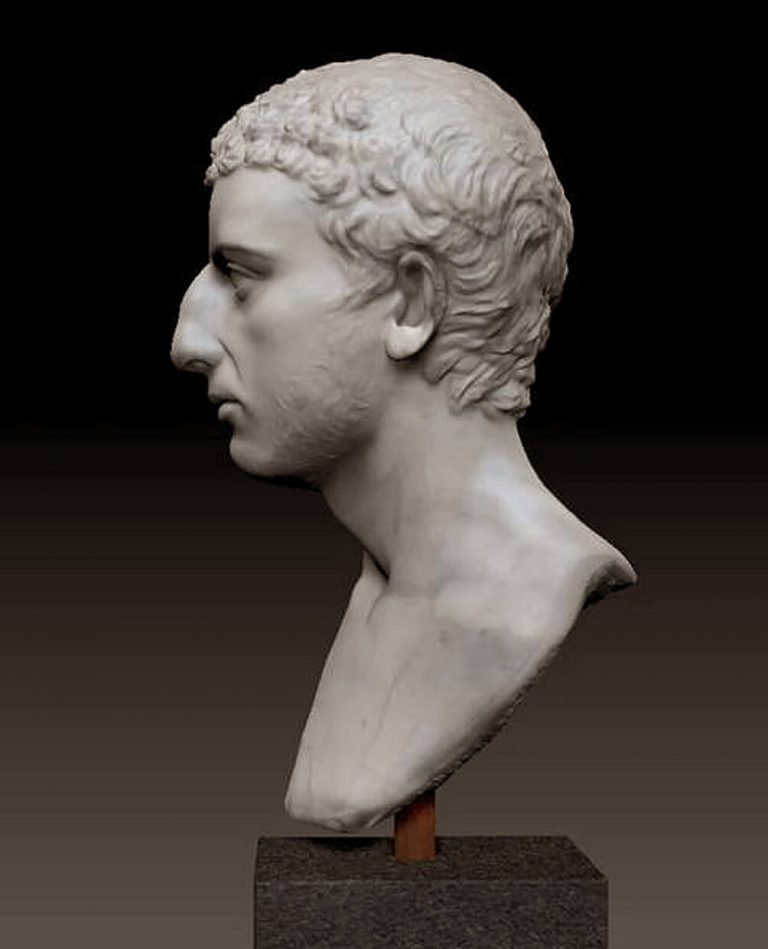
Buste dit de Flavius Josèphe, Ny Carlsberg Glyptotek.

Flavius Josèphe est ainsi la source principale sur ce qu'il décrit comme une αἵρεσις / haíresis, une « école de pensée » ou « école philosophique » parmi d'autres, aux côtés des Sadducéens, des Esséniens et de la « quatrième philosophie », sans donner d'informations particulières ou de repères chronologiques sur leur origine. Il affirme qu'à l'époque d'Hérode, parmi une population évaluée à 1,5 à 2 millions d'habitants, les pharisiens sont « au nombre de plus de six mille » ; sans doute s'agit-il là des seuls havérims, les « maîtres-pharisiens » organisés en confréries.
Puisant dans des sources antérieures, ou rapportant des évènements dont il a été le témoin, Josèphe livre des éléments sur les Φαρισαῖοι / Pharisaioi de manière incidente dans quatorze passages isolés au milieu de ses Antiquités, de sa Guerre et de son Autobiographie. Neuf d'entre eux se penchent délibérément sur leurs croyances et sur leurs activités, dans des formulations souvent ambiguës, voire contradictoires, à la différence de ses avis tranchés, élogieux, concernant les Esséniens et négatifs concernant les Sadducéens. Même s'il affirme, dans son autobiographie, avoir testé sincèrement les trois principales écoles philosophiques dans sa jeunesse, son attachement aux pharisiens ne transparaît pas dans ses œuvres historiques. Ces ambiguïtés nourrissent un débat dans la recherche contemporaine quant au degré d'antipathie, de sympathie ou de neutralité de Josèphe vis-à-vis de ce mouvement. Il convient ainsi de tenir compte des éventuels préjugés de Josèphe lors de l'évaluation de son témoignage.

#### Nouveau Testament
C'est dans la littérature néotestamentaire que se trouvent les plus anciennes attestations du terme « pharisien ». La première, datée des environs de 56-58, figure dans l'Épître aux Philippiens dont l'auteur est Paul de Tarse. Les occurrences suivantes figurent dans l'évangile selon Marc, composé vers 70, où le terme revient à douze reprises et où le terme « sadducéen » apparaît également pour la première fois. Les deux auteurs s'adressent à des communautés constituées essentiellement de non-juifs vivant hors de Palestine, et les tensions existant au premier siècle entre les tenants de Jésus de Nazareth et ceux du judaïsme traditionnel empêchent de considérer ces sources comme historiquement neutres ou objectives.
Dans l'unique mention du mot par Paul de Tarse, dans un texte fortement polémique à l'encontre des Juifs et de certains judéo-chrétiens, Paul se présente comme un « pharisien quant à la Loi » ce qui n'éclaire pas sur le mouvement, et permet de postuler, à travers les épîtres, quelle était la nature du pharisianisme de l'auteur. Les quatre évangiles offrent plus de matériaux que Paul et sont fortement marqués par la polémique entre la première génération de chrétiens et les pharisiens, particulièrement mordante dans les évangiles selon Matthieu et selon Jean, plus tardifs que celui selon Marc. L'auteur de l'évangile selon Luc et des Actes semble moins vindicatif. Il nourrit probablement son projet théologique plutôt qu'un souci de restitution historienne de la période antérieure à 70.

#### Littérature rabbinique
La reconstruction des pharisiens par l'exégèse juive s'est longtemps appuyée sur des textes d'époques différentes : la Mishna (début du IIIe siècle) et la Tosephta (fin du IIIe siècle), le Talmud de Jérusalem (IVe siècle), le Talmud de Babylone (Ve siècle) ainsi que sur une variété de midrashim rabbiniques. Cette approche a, par exemple, souvent assimilé « les sages » ou « les scribes » aux pharisiens comme un présupposé non discuté, quand elle n'a pas tout simplement assimilé la littérature rabbinique elle-même à de la littérature pharisienne. Ces pétitions de principe sont désormais rejetées par l'exégèse contemporaine, qui a attiré l'attention sur la prudence nécessaire pour utiliser des sources aussi éloignées dans le temps, dont l'attribution demeure difficile et qui posent des problèmes, le moindre étant de savoir quand la littérature rabbinique parle précisément du courant nommé « pharisaioi », tant chez Flavius Josèphe que dans le Nouveau Testament.

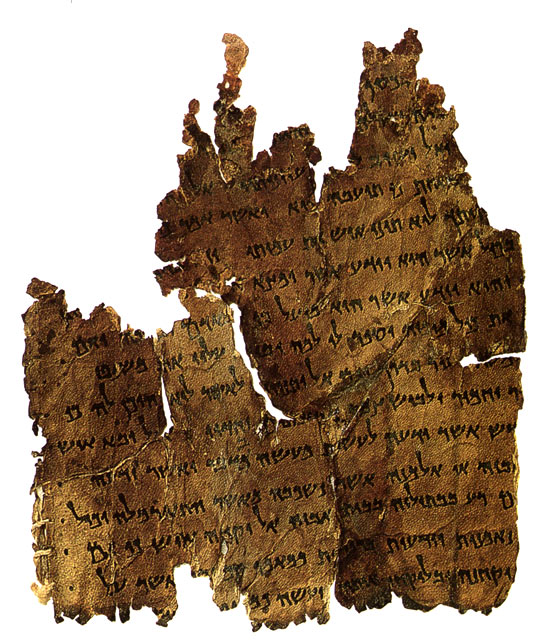
Document de Damas, 4Q271 (4QD^{f}).

Les rabbins utilisent en effet le plus souvent le terme de « 'hakhamîm » pour désigner leurs prédécesseurs, parfois ils désignent des individus précis ou, de manière allusive, font mention de groupes anonymes. Ces écrits emploient également la forme pěrûšîm, souvent assimilée aux pharisaioi, dont la signification peut varier. Ce terme semble décrire les pharisiens au moins dans les passages où il est opposé au terme șaddûqîm, qui semble correspondre aux « sadducéens » de Josèphe et du Nouveau Testament, disparus avec les évènements des années 70. Ces passages concernent surtout différentes questions de pureté, une question de droit civil et un débat sur le libellé d'une lettre de divorce. Enfin, les éléments rapportés par la littérature rabbinique instruisent essentiellement sur leur fonctionnement interne et n'offrent aucun témoignage sur la vie et ni sur les évènements extérieurs à leur propre cercle.

#### Manuscrits de la mer Morte
La recherche contemporaine s'accorde largement pour déceler la mention des pharisiens — bien qu'ils n'y soient pas explicitement cités — dans différents documents de la mer Morte : le Document de Damas (Q265-73, 5Q12, et 6Q15), le Rouleau des Hymnes (1QH) le Pesher d'Isaïe (4Q162) et le Pesher de Nahum (4QpNah).
Ils y apparaissent comme un groupe, dont une partie au moins réside à Jérusalem, entré en conflit avec la communauté qumranienne (ou Yahad) à l'époque d'Alexandre Jannée. Ils y sont repris sous le sobriquet dôrešê halaqôt dont différentes traductions sont proposées : « chercheurs d'allègement », « de choses flatteuses » ou « de petites choses », ou encore « hommes de relâchement » dans le sens de « ceux qui déduisent de fausses lois par leurs interprétations ». Ces passages polémiques entretiennent essentiellement des reproches du Yahad à l'encontre des pharisiens accusés de trahison politique, de se livrer à des exposés faciles de la Torah ainsi qu'à des recherches vides de sens, de rejeter les prescriptions légales révélées à Israël à Qumrân, de rejeter la Torah du « Maître de Justice » et de rompre l'alliance en suivant l'« Homme du Mensonge ». Au-delà de cette somme d'invectives, de reproches et de la dénonciation d'une halakha trop lâche, le Yahad demeure muet sur le fond du conflit, et ne permet pas d'en tirer grand chose concernant l'enseignement des pharisiens.

## Histoire

### Périodes hasmonéenne et hérodienne

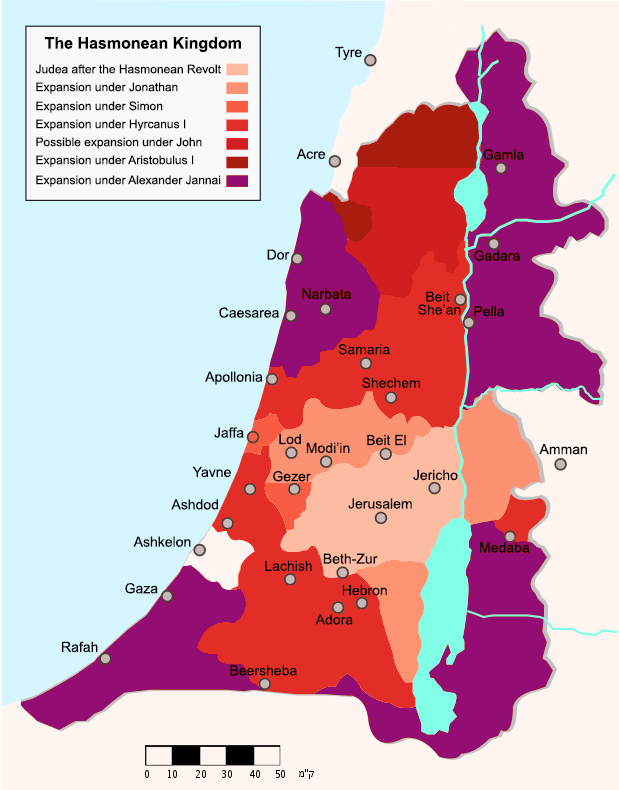
Évolution du royaume hasmonéen.

Mis à part quelques exégètes qui suivent la tradition et le datent du Ve siècle av. J.-C., il y a consensus pour faire remonter l'apparition du pharisianisme simultanément à d'autres courants dont parle Flavius Josèphe — sadducéens et esséniens —, résultat d'une crise qui traverse le judaïsme à l'époque hasmonéenne, lorsque le séleucide Antiochos IV tente l' hellénisation forcée de la terre d'Israël. Cette attitude suscite une révolte menée vers 165 av. J.-C. par le prêtre Mattathias puis ses fils Judas, Jonathan et Simon Maccabée dont le fils Jean Hyrcan Ier inaugure la dynastie hasmonéenne en régnant de 134 à 104 av. J.-C..
Il est ainsi possible que les pharisiens soient issus des Hassidéens, les 'hasîdîm ou « pieux » qui refusent l'adoption des mœurs grecques voulue par Antiochos IV, sans qu'ils constituent pour autant un bloc unique, divergeant parfois radicalement entre eux dans l'attitude à adopter vis-à-vis des Maccabées puis des Hasmonéens. Il est possible que de ces milieux pieux soient également issus les Esséniens. Les théories sur ces origines hassidéennes des deux mouvements restent l'objet de critiques qui poussent à considérer le sujet avec circonspection.
À la disparition du mouvement hassidéen et au retrait des Esséniens correspond l'entrée en scène des pharisiens et des Sadducéens auprès du pouvoir hasmonéen. C'est précisément à l'occasion des critiques virulentes qu'ils portent à l'encontre de Jean Hyrcan Ier que les pharisiens apparaissent pour la première fois dans les écrits de Flavius Josèphe. Il semble qu'après les avoir soutenus dans les premiers temps de son règne, le souverain ait rompu avec eux au profit des Sadducéens. Les pharisiens agissent alors comme un parti d'opposition au cours des règnes d'Aristobule Ier (104-103 av. J.-C.) puis d'Alexandre Jannée (103-76 av. J.-C.) qui, réunissant les fonctions de roi et de grand prêtre et s'hellénisant à leur tour, exercent le pouvoir de manière brutale, suscitant un conflit civil dont les pharisiens sont peut-être l'origine et dont la répression aurait conduit certains d'entre eux en exil en Égypte.
Revenus en faveur auprès de Salomé Alexandra (76-67 av. J.-C.), la veuve de Jannée, qui leur confie un pouvoir dans la gestion des affaires intérieures, les pharisiens vivent en quelque sorte leur « âge d'or ». Ils se vengent d'une telle manière de leurs ennemis que la reine est contrainte de trouver asile pour les anciens partisans d'Aristobule et Jannée.
À la mort de Salomé, un nouveau conflit voit le jour entre les partisans respectifs de ses fils Aristobule II et Hyrcan II, les Sadducéens se rangeant, d'après nombre d'exégètes, du côté du premier, et les pharisiens, du second. Le conflit, que Josèphe décrit de manière lugubre, se clôt avec l'intervention du général romain Pompée qui annexe la Palestine dans la province de Syrie, emprisonne Aristobule et reconnait Hyrcan comme grand-prêtre d'Israël.
Antipater et son fils Hérode le Grand s'appuient sur Hyrcan II pour accéder au pouvoir avant de l'éliminer. Suivant Josèphe, lorsque Hérode accède au trône de Judée en 37 av. J.-C., il écarte les Hasmonéens des fonctions sacerdotales et fait disparaitre toute opposition politique, particulièrement au détriment de l'aristocratie sadducéenne, tandis que certains pharisiens tentent d'intriguer à la cour. Lorsque Hérode fait exécuter Hyrcan et les membres du Sanhédrin un pharisien nommé Pollion et son disciple Samaïas y échappent. Le régime autocratique d'Hérode ne souffre aucune opposition politique organisée et les pharisiens — à l'instar des Sadducéens — ne peuvent plus alors exister que sous forme d'« associations privées », d'« association volontaire » ou de « confréries ».

### Période de la préfecture romaine
C'est pour la période qui suit la mort d'Hérode, en 4 av. J.-C., puis la déposition de son fils Archélaüs en 6 de notre ère, que Flavius Josèphe donne le plus d'informations sur les pharisiens. La Palestine est alors fragmentée en différents territoires, aux administrations différenciées et où la réalité des pharisiens semble l'être également. La Galilée et la Pérée sont établies en royaume où Hérode Antipas règne en ménageant les différentes sensibilités juives et en étouffant dans l'œuf toute velléité de trouble à l'ordre public. Il y a peu à dire au sujet des pharisiens dans cette région relativement pacifiée, au point que certains exégètes minimisent leur présente — quand ils n'en doutent pas —, trop récente selon eux pour être significative à l'époque du ministère de Jésus de Nazareth, une question qui reste toutefois largement débattue. En tout état de cause, il n'y a pas d'indice d'une quelconque importance politique ou religieuse des pharisiens en Galilée à cette époque. La présence d'un pharisien nommé Saddok est mentionnée vers l'an 6 aux côtés de Judas le Galiléen, lors de sa révolte infructueuse contre le recensement de Quirinius.
Dans la province de Judée, la situation est différente : la nouvelle province est officiellement administrée au nom de Rome par un préfet résidant à Césarée maritime ; dans la pratique, il échoit au grand-prêtre de Jérusalem de s'occuper, appuyé par l'aristocratie locale, de l'essentiel des aspects de la vie juive, pourvu que l'impôt et les taxes soient levés et la paix maintenue. À la différence du parti pharisien, le courant sadducéen a la faveur de l'aristocratie, parmi laquelle il est bien représenté, sinon influent, sortant ainsi du désert politique dans lequel il était confiné et laissant les pharisiens sur la touche, privés de pouvoir politique.

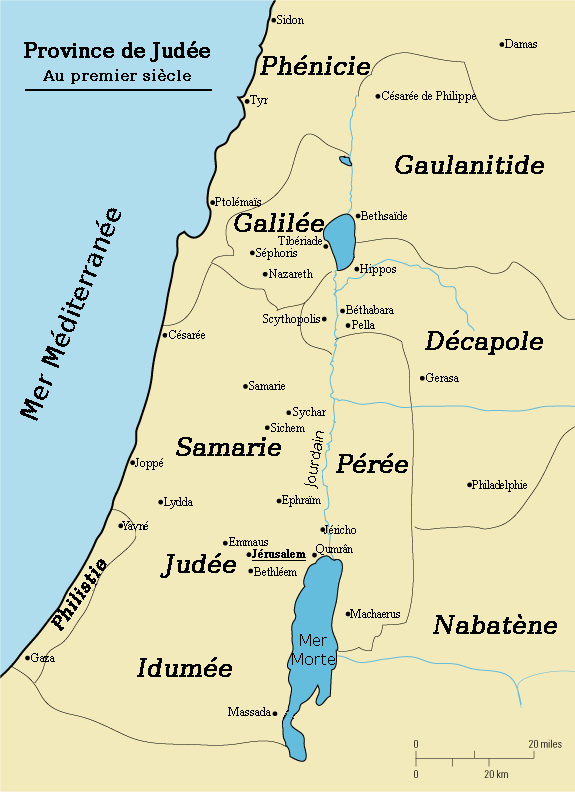
Province de Judée au Ier siècle.

Josèphe livre peu de renseignements sur le mouvement pour cette époque et la recherche en est souvent réduite aux conjectures. Josèphe, comme les auteurs des évangiles, attestent de la bonne réputation dont jouissent alors les pharisiens dans la population. Cela peut expliquer que ce soit le groupe le plus souvent en débat avec Jésus de Nazareth, exerçant ses activités auprès du même public. À côté de cette aura populaire, il est possible que les pharisiens aient eu accès à une certaine forme de pouvoir, à travers l'occupation de fonctions telles qu'employés de bureau, fonctionnaires ou éducateurs, bref un secteur de services nécessaire aux aristocrates pour assurer le fonctionnement du gouvernement. Josèphe mentionne que quelques prêtres étaient des pharisiens et il est possible qu'à travers ces différentes zones d'influence, tant auprès du peuple que des élites, le mouvement ait été capable d'influencer ces dernières ; il convient pourtant de ne pas surestimer son importance, que Josèphe exagère probablement, et qui semble en définitive très limitée.
Si les pharisiens ne paraissent pas avoir eu d'influence politique en tant que groupe, certains individus de cette mouvance ont accédé à des postes élevés à Jérusalem dans l'appareil de gouvernance : l'auteur des Actes des Apôtres mentionne ainsi un docteur de la Loi respecté, « un pharisien nommé Gamaliel », membre influent auprès du grand prêtre, généralement assimilé à Gamaliel Ier ou l'Ancien ; son fils Siméon, qui compte également selon Josèphe au nombre des pharisiens, participe au gouvernement modéré au début de la Première guerre judéo-romaine ; Josèphe mentionne encore trois pharisiens dont un prêtre faisant partie de la délégation qui le démet de son commandement militaire en Galilée.
Il semble donc qu'à l'époque du gouvernement des préfets et procurateurs romains, la période romaine antérieure à 70, le courant pharisien ait été largement tenu à l'écart du pouvoir politique. Il semble également que son influence directe auprès du peuple et indirecte auprès des élites gouvernantes lui ait conféré un certain ascendant sur la société judéenne. Cela ne signifie pas pour autant qu'ils aient cessé de militer en faveur de leur cause durant cette période.

### Après la Grande Révolte
La fin de la Grande Révolte en 73, la défaite des rebelles juifs et la destruction du Temple de Jérusalem, laissent la Judée et le judaïsme profondément bouleversés et redistribuent les cartes : l'État-Temple de Judée est aboli, les élites tant sacerdotales que laïques — essentiellement sadducéennes — sont massacrées ou emprisonnées ; le site de Qumrân est détruit par les forces romaines, provoquant la disparition des esséniens, en tout cas comme groupe distinct ; les extrémistes zélotes ou sicaires sont pourchassés et éliminés tandis que les groupes eschatologiques se trouvent discrédités. Il en résulte que le seul courant à demeurer intact, à compter un certain nombre de membres et à conserver une reconnaissance populaire, est le pharisianisme, qui demeure de facto sans rival. En outre, dans la mesure où son programme est davantage centré sur la Torah que sur le Temple, il aurait mieux résisté au traumatisme de sa destruction.
Un groupe de Juifs fervents et instruits, rescapés des évènements, au nombre desquels figurent des sages pharisiens ainsi que vraisemblablement quelques prêtres et des scribes, fonde à Yabneh, sous l'égide des autorités romaines, une yeshiva, une sorte d'« académie » destinée à conserver les traditions légales et à les développer afin de les adapter au nouveau contexte. Les premiers dirigeants de cette Académie de Yabneh se situent probablement dans la tradition pharisienne : le premier chef important, Yoḥanan ben Zakkaï, est régulièrement identifié comme pharisien par certains chercheurs, bien qu'il n'y ait pas vraiment d'indices probants ; l'attachement des premiers maîtres rabbiniques au pharisianisme semble plus marqué, comme c'est le cas pour Éliezer ben Hyrcanos, Siméon Ier et son fils Gamaliel II, qui devient une personnalité importante de l'Académie dans les années 90, probablement avec l'assentiment officiel des Romains. Par ailleurs, et bien que les éléments de preuve demeurent ténus, l'exégèse moderne considère largement que les grands sages d'avant 70, Hillel et Shammaï, sont à compter au nombre des pharisiens.
Ainsi, si les deux mouvements ne peuvent être assimilés et bien que la question reste très discutée parmi la recherche, les rabbis sont souvent considérés comme les héritiers et successeurs — au moins spirituels — du mouvement pharisien : par leur reprise en main de leur religion, ces derniers ont en effet eu une influence fondamentale sur la réforme opérée à Yabneh et contribué à faire naître la forme nouvelle de judaïsme qui en a émergé. Même dans le cas où le pharisianisme aurait été complètement intégré au judaïsme rabbinique, cela ne signifie pas que ce dernier représente sa vision, ses préoccupations ni son contenu, qui ont pu être profondément modifiés lors du passage de l'un à l'autre. Il est par exemple étonnant que la Mishna ne contienne qu'un petit nombre de décisions juridiques attribuées aux pharisiens, eu égard à l'activité juridique des rabbis et il faut attendre la période amoraïque pour que les rabbis revendiquent clairement leur filiation avec le pharisianisme.

## Caractéristiques
La disparité des sources, de leurs contenus et, somme toute, leur ténuité à ce sujet, ne permettent pas de reconstituer le système de pratiques et de croyances des pharisiens.
Le croisement de plusieurs sources permet de relever quelques traits fondamentaux ou caractéristiques minimales, qui évoluent sérieusement au fil des siècles.

### Enseignements

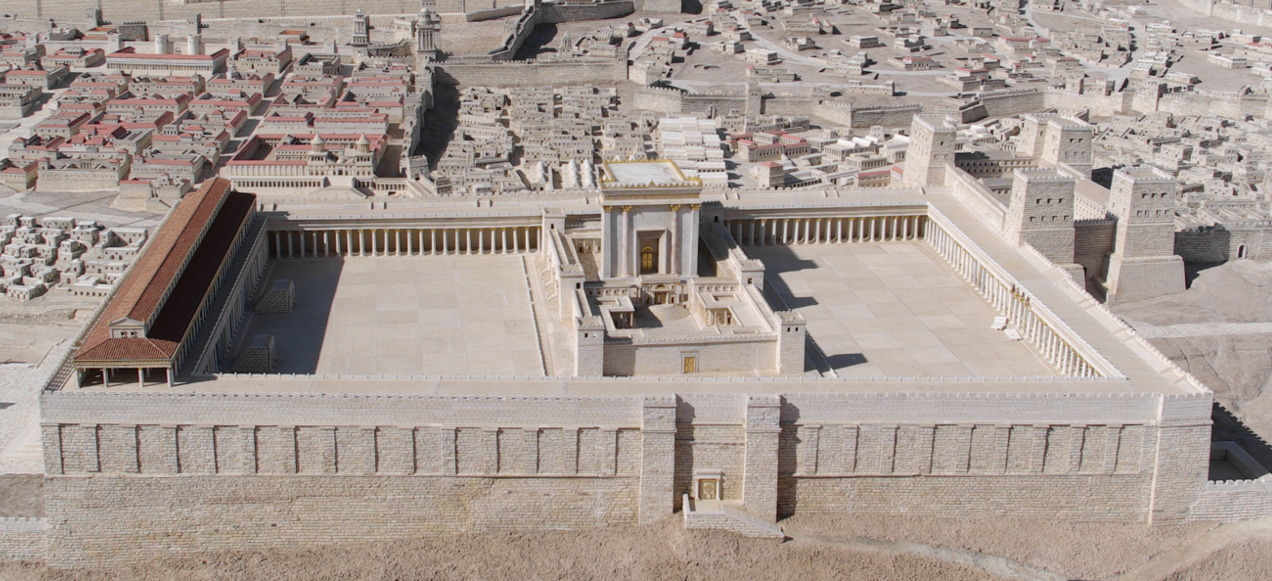
Maquette du Second Temple de Jérusalem. Musée d’Israël, Jérusalem.

Les pharisiens sont présentés par Josèphe comme « les plus fidèles interprètes de la Torah » et se revendiquent eux-mêmes comme les dépositaires de la « tradition des Anciens », venue de Dieu par l'intermédiaire de Moïse et des Anciens. Tenus en estime par le peuple, il diffusent leur interprétation de la Loi, leur halaka, qui s'opposait notamment à celle des adeptes qumraniens du Maître de justice. Les pharisiens étaient attachés à la stricte observance de la Loi. Cette halaka est impossible à reconstituer en un système clair, faute de sources suffisantes.
L'enseignement des pharisiens est prodigué par des maîtres plus ou moins réputés, qui ont eux-mêmes suivi plusieurs années d'études et semble s'adresser essentiellement au mouvement lui-même. À la loi écrite de la Torah, les pharisiens ajoutent la tradition orale, qui se matérialise et se fixe progressivement avec la Mishna à partir de la fin du IIe siècle. Il s'agit d'un ensemble normatif de traditions reçues des Anciens, qui vont au-delà de la Torah écrite et devraient, selon eux, s'imposer à l'ensemble du peuple d'Israël.
Cet enseignement, qui insiste sur l'étude approfondie et la pratique minutieuse de la Loi, émerge au cours de la deuxième moitié du IIe siècle av. J.-C., à travers les maîtres que la tradition rabbinique présente deux par deux. Dans cette succession de chefs de file, qui dominent chacun une période donnée, les plus réputés sont Hillel et Shammaï, qui ont probablement vécu au Ier siècle av. J.-C., et dont premier représente un courant universaliste ouvert, tandis que le second passe pour plus conservateur et particulariste. Leurs disciples développent leur pensée et se regroupent dans les écoles sous le nom de beth-Hillel et beth-Shammaï, qui influencent durablement le rabbinisme.

### Croyances et pratiques
Tant Josèphe que les sources néotestamentaires montrent des pharisiens qui professent une foi en un Au-delà et en la résurrection — également présentée sous forme d'immortalité de l'âme — tantôt des seuls justes, tantôt de l'humanité tout entière —  et enseignent une angélologie particulièrement précise, qui se fonde à la fois sur les interventions angéliques et sur l'action de la Providence. Ces doctrines, à l'instar de l'eschatologie, des perspectives apocalyptiques et des attentes messianiques pharisiennes, sont vraisemblablement influencées par des traditions étrangères — particulièrement iraniennes — et ne s'appuient pas sur les Écritures. Croyant également aux récompenses et aux châtiments dans l'Au-delà, et à la convergence du libre arbitre et du destin dans la condition humaine, les pharisiens sont porteurs de croyances consolatrices qui ont les faveurs de la classe populaire.
Les pharisiens pratiquent le jeûne et appliquent à leur vie quotidienne des règles de pureté, étendant peut-être celles requises pour les prêtres, bien que cela soit là encore débattu. Ces pratiques ne les distinguent pas des autres courants ; six matières et préoccupations sont communes aux premières traditions évangéliques et midrashiques : les pharisiens s'astreignent à des règles de pureté particulières concernant la nourriture et les ustensiles destinés à la préparation et à la présentation des repas ; ils observent des règles de pureté vis-à-vis des défunts et des sépultures ; la pureté et la sainteté des dispositifs destinés aux sacrifices dans le Temple, ainsi que la manière de les offrir ; les obligations légales concernant les redevances et la dîme destinées au clergé ; l'observance du shabbat et des jours sanctifiés, particulièrement pour le travail et les déplacements ; le mariage et le divorce, particulièrement les motifs de divorce et la rédaction de certificats. Ces préoccupations se retrouvent dans les enseignements de la beth-Hillel et de la beth-Shammaï.
Ces quelques marqueurs du pharisianisme sont possiblement partagés par d'autres courants. Tous font partie — à l'exception des Esséniens — du judaïsme « commun », adoptant les mêmes croyances : Israël est le peuple élu de Dieu, qui lui a fait don de la loi mosaïque et qui a imposé à Israël les prescriptions constituant la marque d'appartenance à sa communauté, comme la circoncision, l'observance du shabbat, les cycles des fêtes, les sacrifices au Temple de Jérusalem et le respect des règles de pureté.

## Culture populaire
La vision chrétienne des pharisiens a conduit à associer le pharisaïsme à la démonstration d'une piété ostentatoire. Elle s'emploie au figuré pour désigner en français une personne pensant incarner la vérité ou la perfection morale mais à la vertu hypocrite.

#### Ouvrages et articles spécialisés
- Mireille Hadas-Lebel, Les pharisiens : Dans les Évangiles et dans l'Histoire, Paris, Albin Michel, 2021 (ISBN 978-2-226-46050-9, lire en ligne).
- Enrico Norelli, « Jésus en relation », dans Andreas Dettwiler (éd.), Jésus de Nazareth : Études contemporaines, Genève, Labor et Fides, 2017 (ISBN 978-2-8309-1642-3), p. 87-124.
- (en) Jacob Neusner (éd.) et Bruce Chilton (éd.), In Quest of the Historical Pharisees, Waco (Tex.), Baylor University Press, 2007, 509 p. (ISBN 978-1-932792-72-0, lire en ligne).
- John P. Meier, Un certain Juif Jésus, vol. III : Attachements, affrontements, ruptures, Éditions du Cerf, coll. « Lectio Divina », 2005 (1re éd. 2001) (ISBN 978-2-204-07038-6), p. 195-251, 555-597.
- (en) Anthony J. Saldarini, Pharisees, Scribes and Sadducees in Palestinian Society : A Sociological Approach, Wm. B. Eerdmans Publishing, 2001, 325 p. (ISBN 978-0-8028-4358-6, lire en ligne).
- (en) Ellis Rivkin, « Who Were The Pharisees ? », Judaism in Late Antiquity 3. Where we Stand: Issues and Debates in Ancient Judaism,‎ 1er janvier 2000, p. 1–33 (DOI 10.1163/9789004294165_002, lire en ligne, consulté le 4 janvier 2019).
- (en) Joachim Schaper, « The Pharisees », dans The Cambridge History of Judaism : The Early Roman Period, vol. 3, Cambridge University Press, 1999 (ISBN 978-0521243773), p. 402-427.
- Christopher Tuckett, « Les pharisiens avant 70 », dans Daniel Marguerat (éd.), Le déchirement : Juifs et chrétiens au premier siècle, Labor et Fides, 1996 (ISBN 2-8309-0788-4), p. 67-95
- (en) E.P. Sanders, Jewish Law From Jesus to the Mishnah : Five Studies, Londres, SCM Press, 1990 (ISBN 0-334-02102-2).
- (en) Jacob Neusner, The Rabbinic Traditions About the Pharisees Before 70, t. I : The Masters, E. J. Brill, 1971, 427 p. (ISBN 978-90-04-02644-5).
- (en) Jacob Neusner, The Rabbinic Traditions About the Pharisees Before 70, t. II : The Houses, E. J. Brill, 1971, 353 p. (ISBN 978-90-04-02645-2).
- (en) Jacob Neusner, The Rabbinic Traditions About the Pharisees Before 70, t. III : Conclusions, E. J. Brill, 1971 (ISBN 978-90-04-02646-9).

#### Ouvrages généralistes
- Simon Claude Mimouni, Le Judaïsme ancien du VIe siècle avant notre ère au IIIe siècle de notre ère : Des prêtres aux rabbins, PUF, coll. « Nouvelle Clio », 2012, 960 p. (ISBN 978-2-13-056396-9).
- E. P. Sanders, The Historical Figure of Jesus, Londres, Penguin Books, 1993  (ISBN 0-14-014499-4).
- (en) Lawrence H. Schiffman, Understanding Second Temple and Rabbinic Judaism, 2003, 409 p. (ISBN 978-0-88125-813-4, lire en ligne).
- Michael Wise, Martin Abegg et Edward Cook, Les Manuscrits de la mer Morte, Paris, Éditions Perrin, 2003.
- François Blanchetière, Enquête sur les racines juives du mouvement chrétien (30-135), Paris, Cerf, 2001 (ISBN 2-204-06215-4).
- (en) Lester L. Grabbe, Judaic Religion in the Second Temple Period : Belief and Practice from the Exile to Yavneh, Londres, Routledge, 2000, 424 p. (ISBN 0-415-21250-2), p. 185-199.
- (en) Lester L. Grabbe, Judaïsm from Cyrus to Hadrian, Vol. II, Fortress Press, 1992, 722 p. (ISBN 0-8006-2621-4).
- Martin Goodman, Rome et Jérusalem, Éditions Perrin, 2009, 806 p. (ISBN 978-2-262-02739-1, BNF 41428756).
- (en) Lester L. Grabbe, An Introduction to Second Temple Judaism : History and Religion of the Jews in the Time of Nehemiah, the Maccabees, Hillel and Jesus, T&T Clarck, 2010, 150 p. (ISBN 978-0-567-55248-8, lire en ligne).